# IC 4559
IC 4559 ist eine kompakte Galaxie vom Hubble-Typ C im Sternbild Schlange am Nordsternhimmel. Sie ist schätzungsweise 466 Millionen Lichtjahre von der Milchstraße entfernt.
Das Objekt wurde am 24. Juli 1903 von Stéphane Javelle entdeckt.